# Leonardo AW139
El Leonardo AW139 (anteriormente denominado AgustaWestland AW139) es un helicóptero bimotor de tamaño medio, fabricado por el constructor aeronáutico italo-británico Leonardo (anteriormente AgustaWestland, que se fusionó con Finmeccanica, cambiándose el nombre a Leonardo a partir de 2017). El diseño y desarrollo original fue llevado a cabo conjuntamente por Agusta y Bell Helicopters, siendo comercializado inicialmente como Agusta-Bell AB139. Cuando Bell abandonó el proyecto, este pasó a llamarse AW139.

## Desarrollo
Aprovechando la cita del Salón Aeronáutico de Farnborough, el fabricante italiano Agusta y el norteamericano Bell Helicopter Textron anunciaron, el 8 de septiembre de 1998, la creación de una empresa conjunta para el desarrollo de dos productos: el Bell/Agusta BA609, un convertiplano cuyo programa había sido lanzado conjuntamente por Bell y Boeing, y el Agusta Bell AB139, que reemplazaba a un proyecto de Agusta, una versión utilitaria basada en el Agusta A129 Mangusta. 
El acuerdo definitivo se firmó el 6 de noviembre de 1998, convirtiéndose Bell en el accionista mayoritario de la empresa. Pero Bell sólo tenía una inversión del 25% en el programa de desarrollo del nuevo AB139, que hacía quedarse en exclusiva con la fabricación del aparato para el mercado estadounidense. 
Agusta, con el 75% de inversión en el programa AB139, fue el responsable del desarrollo del helicóptero, de su certificación y de la fabricación para el resto del mundo. En su fabricación colaboraron otras empresas, como GKN Westland, Honeywell, Kawasaki, Liebherr, Pratt & Whitney Canada y PZL-Swidnik.
Hay dos variantes básicas del AW 139. La primera, actual en desuso, de morro corto. Esta variante incluye el sistema G-CHCB. Posteriormente, se creó la variante de morro largo. La principal función es la de búsqueda y rescate (SAR). 

### Sucesiones en la compañía
Cuando la compañía Bell Helicopters decidió abandonar el proyecto, la compañía Agusta quedó como la propietaria de este helicóptero. Posteriormente, se han dado una serie de sucesiones empresariales, las cuales se describen a continuación:
- La compañía pasó a denominarse AgustaWestland S.p.A en junio de 2014.
- La compañía pasó a llamarse Finmeccanica S.p.A. en enero de 2016.
- La compañía actual pasó a denominarse Leonardo S.p.A a partir de julio de 2016.[2]

### Entrada en servicio
La certificación italiana se otorgó en junio de 2003 y la certificación estadounidense en diciembre de 2004.

### Problemas con el rotor de cola
Tras su entrada en servicio, diversos colectivos profesionales sacaron a la luz que el AgustaWestland AW139 tenía fallos en su diseño. La Agencia Europea de Seguridad Aérea (EASA) emitió en el año 2008 un informe para que todos los usuarios revisasen sus helicópteros AgustaWestland AW139. Este informe indicaba que se detectaron problemas en el rotor de cola de algunos modelos, que en el caso de que no se detectase y se solucionase el incidente, podría llevar al colapso estructural de la instalación del rotor de cola, lo que implica la pérdida de control del helicóptero.
El 25 de agosto de 2009 ocurrió el incidente de mayor gravedad desde la emisión del informe, en un helicóptero AW139 perteneciente a la compañía Gulf Helicopters, con matrícula A7-GHC, al que se le desprendió el rotor de cola cuando se disponía a despegar del Aeropuerto Internacional de Doha (Catar). Diversos medios especializados se hicieron eco de este incidente, al cumplirse el problema que la EASA había vaticinado.
Tras el incidente, el 4 de septiembre de 2009, la Agencia Europea de Seguridad Aérea emitió un nuevo informe en el que obligaba a realizar una inspección minuciosa al rotor de cola de todos los AW139 en las siguientes 25 horas de vuelo o 30 días, y posteriormente repetir dicha inspección cada 50 horas de vuelo. En siete aparatos, que la EASA identificó mediante su número de fabricante (31006, 31020, 31022, 31042, 31136, 31157 y 31248) que anteriormente tuvieron incidentes con el rotor de cola, la inspección inicial tuvo que realizarse en las siguientes 5 horas de vuelo.
El 25 de agosto de 2011, toda la flota mundial de AW139 se vio afectada nuevamente por dos accidentes consecutivos que tuvieron lugar los días 17 y 19 de ese mes en China y Brasil. La EASA emitió un nuevo informe con el fin de realizar una inspección minuciosa de las palas del rotor de cola que hubiesen superado las 600 horas de vuelo o 1500 ciclos desde su primera puesta en funcionamiento. También obligaba a la sustitución de las mismas por unas con menor uso en menos de 5 horas de vuelo o 30 días. Esto provocó la parada forzosa de todas las aeronaves para realizar dicha inspección y sustitución de las palas.

### Características de diseño
- Un rotor articulado de cinco palas  con un rotor de cola inclinado de cuatro palas proporciona una gran distancia al suelo del rotor de cola, el tren de aterrizaje del triciclo de rueda de morro de alta resistencia es retráctil para una mayor velocidad. Los sistemas y asientos completos a prueba de choques son estándar, mientras que un sistema de protección contra el hielo es opcional. El repostaje de alta velocidad y bajo nivel de ruido es posible desde cualquier lado.
- Posee dos puertas corredizas tipo "plug-in", las cuales permiten un fácil acceso a la cabina. El gran compartimento de equipaje (3,4 m³) es accesible desde la cabina y desde el exterior a través de grandes puertas a ambos lados.
- El AW139 tiene una cabina de vidrio modular/integrada con el sistema Honeywell Primus Epic. El sistema Primus Epic se ofrece en cuatro configuraciones: VFR básico (reglas de vuelo visual), sistema de control de vuelo automático de tres ejes (AFCS) para IFR (reglas de vuelo por instrumentos), AFCS digital de cuatro ejes para IFR y una versión de búsqueda y rescate.
- Las versiones IFR tienen tres o cuatro pantallas de cristal líquido de matriz activa Honeywell DU-1080 de 8x10 pulgadas. La pantalla plana Honeywell DU-1080 AMLCD proporciona capacidades avanzadas de generación de gráficos y dos dispositivos de control de cursor (CCD) proporcionan un control adicional.
- La arquitectura del sistema se basa en dos unidades de aviónica modulares (MAU) que albergan el procesamiento de la mayoría de las funciones dentro del sistema. Al integrar las funciones en una MAU, se puede compartir un potente procesamiento informático para realizar múltiples tareas que anteriormente requerían plataformas informáticas individuales.
- El sistema cuenta con una potente función de computadora de mantenimiento central que proporcionará a los operadores un alto nivel de solución de problemas y soporte de mantenimiento del sistema. El personal de mantenimiento puede utilizar las pantallas de la cabina o una computadora portátil para realizar el aparejo de la aeronave, la calibración del sensor y el diagnóstico de los sistemas de aviónica.[12]
- La punta de las palas del helicóptero están dotadas de cierto ángulo, denominado flecha. Tiene como objetivo reducir la velocidad efectiva de la pala en avance y garantizar una separación controlada del torbellino en la punta de la pala. Aparte, presenta la tecnología de pala Rotor BERP. Esta tecnología proporciona al helicóptero una prolongación del borde de ataque para asegurar la estabilidad dinámica.[13]

### Mejoras respecto al prototipo inicial
Estas mejoras se realizaron en orden cronológico, siendo la primera en la lista, la primera en realizarse.
- Extensión de vida útil de las palas del rotor de cola.
- Reducción de factores de pérdidas del conjunto del rotor principal.
- Extensión de la vida a fatiga del conjunto del rotor de cola.
- Extensión de la vida útil de las palas del rotor principal y reducción de factores de pérdidas del conjunto del rotor de cola.
- Mejora de las limitaciones a fatiga de las palas.
- Extensión de la vida a fatiga del conjunto del hub del rotor de cola.
- Kit de sistema de control de vibración activo Omni (Omni Avcs).
- Instalación del rotor de cola (con el nuevo amortiguador elastomérico con cojinetes elastoméricos).
- Modificación de la inspección del intervalo de la estructura del fuselaje trasero y de la cola y extensión del límite de vida útil.
- Extensión de la inspección del intervalo de la estructura de respaldo antipar.
- Eliminación del intervalo de inspección en los accesorios cruciformes traseros.
- KIT Baterías Principal y Auxiliar en Paralelo (27Ah y 44 Ah).
- KIT Sistema de control ambiental.
- KIT Filtro de barrera de entrada y rejilla anti-alimentos.
- KIT EGPWS (Primus Epic Phase 7) compatible con la versión de software anterior.[14]

### Componentes del AW139 Phase 8
Referencias: verticalmag.com
Leyenda:  Canadá -  Italia

#### Electrónica
| Sistema                                                       | País                      | Fabricante            | Notas      |
| ------------------------------------------------------------- | ------------------------- | --------------------- | ---------- |
| Red de datos                                                  |                           |                       | AFDX       |
| ACAS II                                                       | Bandera de Estados Unidos | Honeywell             | CAS-100    |
| Transpondedor                                                 | Bandera de Estados Unidos | FreeFlight Systems    | FDL-978-TX |
| Sistema de protección completa contra el hielo (FIPS, opción) | Bandera de Italia         | Leonardo-Finmeccanica |            |

#### Propulsión
| Sistema | País              | Fabricante             | Notas        |
| ------- | ----------------- | ---------------------- | ------------ |
| Motor   | Bandera de Canadá | Pratt & Whitney Canada | 2 × PT6C-67C |

## Variantes
AB139
Aeronaves de producción inicial, 54 fabricadas.
AW139
Cambio de designación desde la aeronave n.º 55 en adelante, construida en Italia.
AW139 (configuración de morro largo)
Variante de morro largo con espacio aumentado para aviónica, construida en Italia y en Estados Unidos.
AW139M
Versión para el mercado militar, capaz de llevar varias cargas de armas.
HH-139A
Designación de la Fuerza Aérea italiana dada a diez AW139M configurados para búsqueda y rescate.
VH-139A
Designación de la Fuerza Aérea italiana dada a dos AW139 con configuración VIP.
US139
Variante militar, fue la propuesta de AgustaWestland en el programa Helicóptero Ligero Utilitario del Ejército estadounidense, en asociación con L-3 Communications.
MH-139
Variante militar de Boeing en asociación con Leonardo. Fue seleccionada por la Fuerza Aérea de los Estados Unidos para reemplazar a la flota de UH-1N del servicio, entregándose los cuatro primeros MH-139A en 2021. La USAF aceptó su primer MH-139 el 19 de diciembre de 2019 y lo bautizó como Grey Wolf (Lobo Gris).

## Operadores

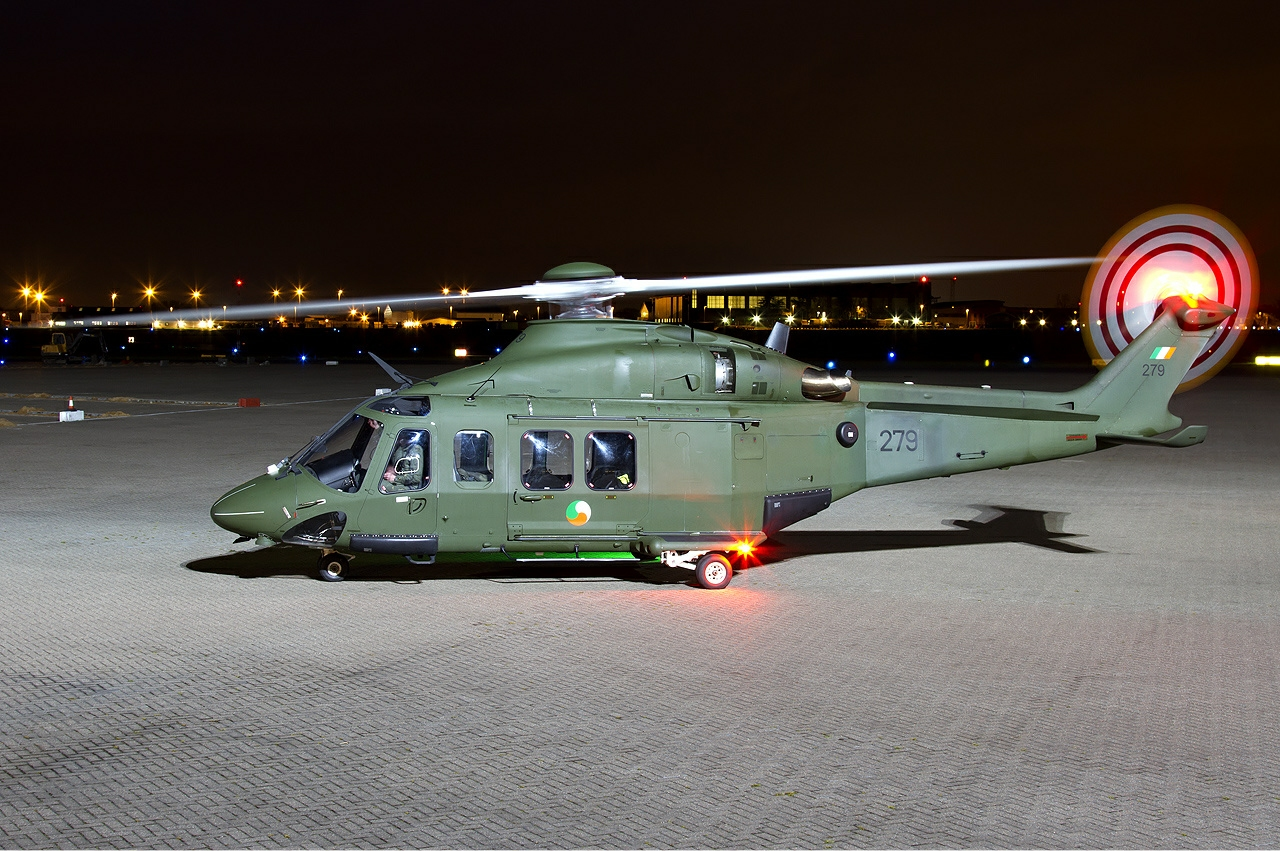
AgustaWestland AW139 del Cuerpo Aéreo Irlandés.

### Civiles

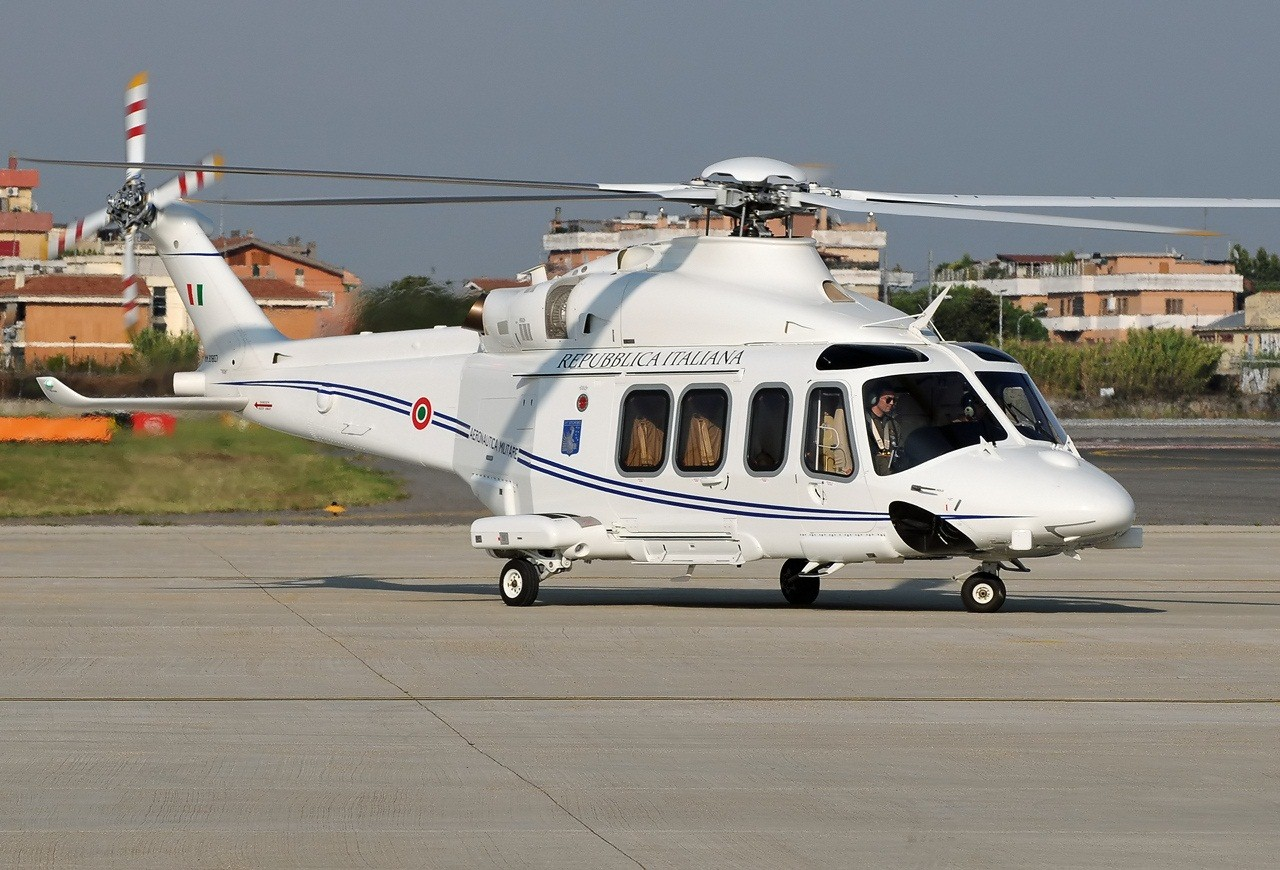
AgustaWestland AW139 de la Fuerza Aérea Italiana.

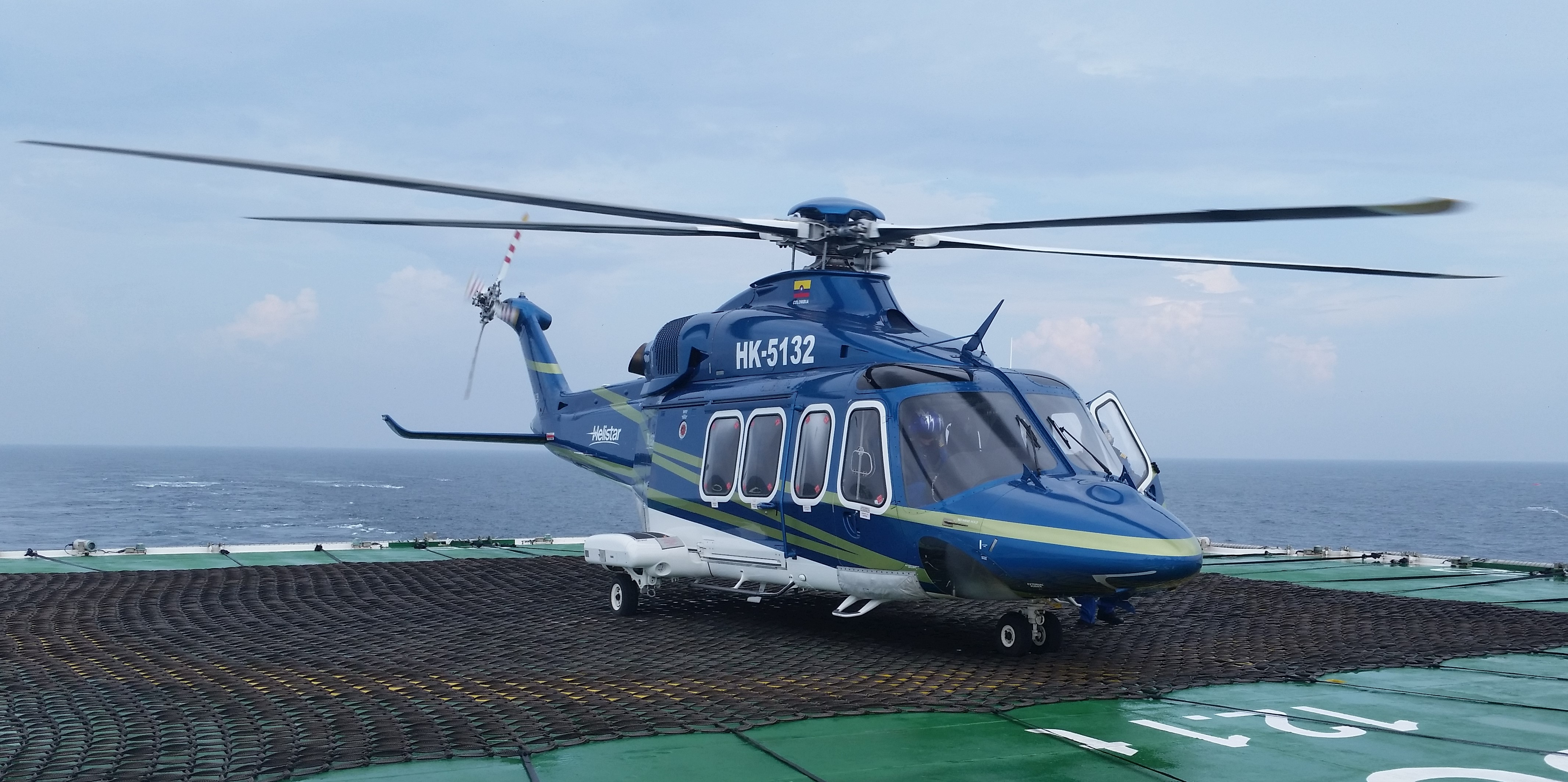
Leonardo AW139 de la empresa colombiana Helistar en operación en un buque de exploración sísmica.

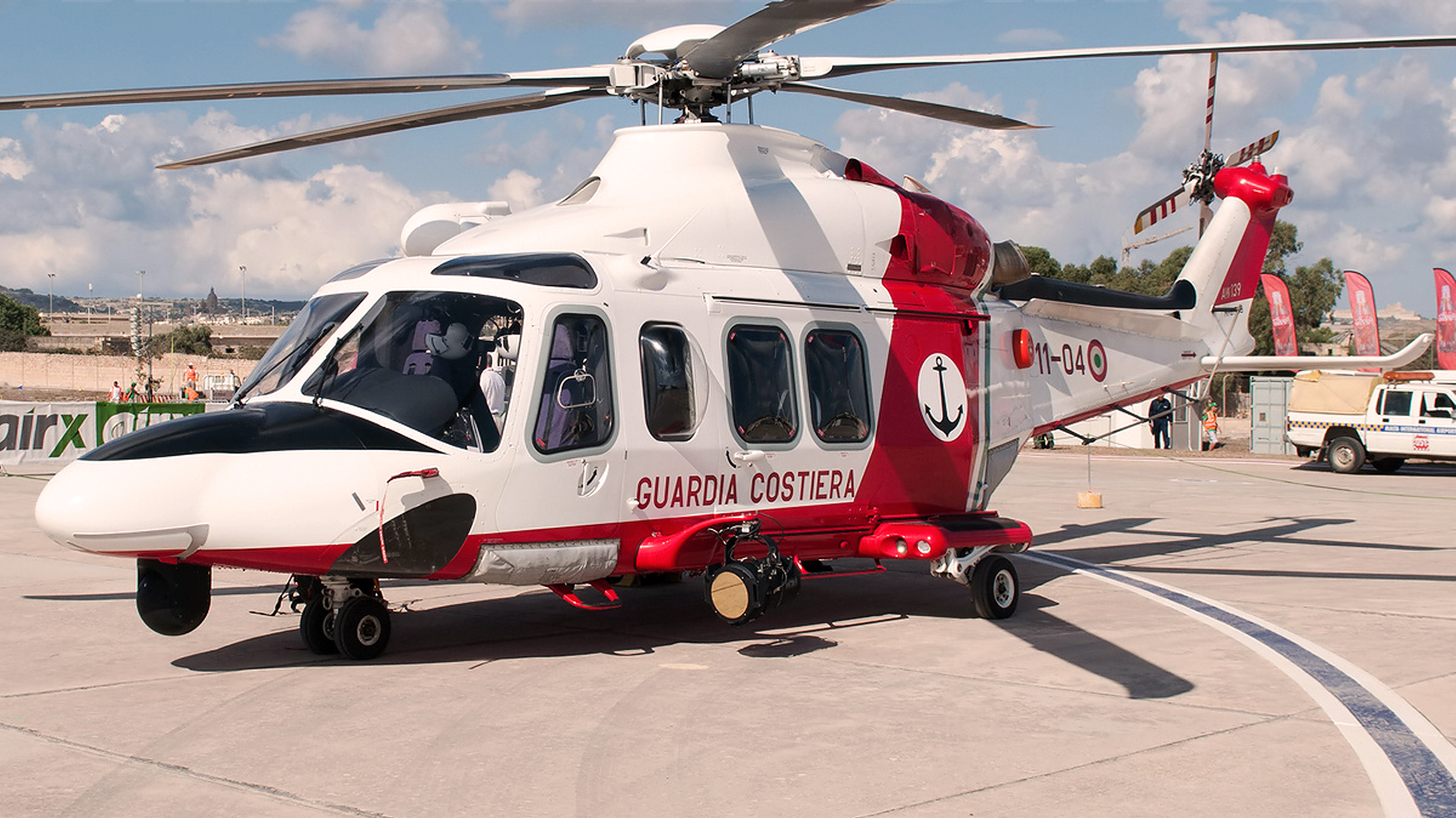
AgustaWestland AW139 de la Guardia Costera Italiana

Colombia
- Helicol SAS
- Helistar SAS[26]
- Sicher Helicopters (Era Group Inc) Archivado el 27 de julio de 2020 en Wayback Machine.

 Portugal
- Instituto Nacional de Emergência Médica

### Militares
Argelia
- Fuerza Aérea Argelina: 14 unidades de búsqueda y rescate (SAR).[27]
- Armada Nacional de Argelia: 6 unidades de búsqueda y rescate (SAR).[28]

 Australia
- Fuerza de Defensa Australiana: 2 unidades entregadas a mayo de 2021.[29]

 Italia
- Aeronautica Militare: 10 ejemplares.[30]
- Guardia Costera Italiana[31][32]
- Guardia di Finanza[33]

 Catar
- Fuerza Aérea de Catar[30]

 Chipre
- Guardia Nacional de Chipre[34]

 Colombia
- Fuerza Aeroespacial Colombiana: 2 unidades para el servicio de la Presidencia.[35][36]

 Egipto
- Fuerza Aérea Egipcia: 2 ejemplares.[37][38]

 Emiratos Árabes Unidos
- Fuerza Aérea de los Emiratos Árabes Unidos: 9 ejemplares.[30]

 Estonia
- Guardia Fronteriza de Estonia[39]

 Irlanda
- Cuerpo Aéreo Irlandés[30]

 Líbano
- Fuerza Aérea Libanesa: 1 ejemplar.[40]

 Malasia
- Real Armada de Malasia: 3 ejemplares.

 Nigeria
- Fuerza Aérea Nigeriana[30][41]

 Panamá
- Servicio Nacional Aeronaval (SENAN): 8 ejemplares.

 Tailandia
- Real Ejército de Tailandia[42][30]

 Trinidad y Tobago
- Ejército de Trinidad y Tobago: 4 ejemplares.[30]

### Gubernamentales
Argelia
- Protección civil Argelina: 6 ejemplares.[43]

 Australia
- Gobierno de Queensland[44]

 Chile
- Carabineros de Chile: 1 ejemplar.[45]

 España
- Sociedad de Salvamento y Seguridad Marítima: 8 ejemplares.[46]

 Estados Unidos
- Departamento de Bomberos de Los Ángeles[47]
- Policía del Estado de Maryland[48]
- Policía del Estado de Nueva Jersey[49]
- Oficina de Aduanas y Protección Fronteriza de los Estados Unidos[50]

 Japón
- Guardia Costera de Japón[51]

 Malasia
- Guardia Costera de Malasia[52]

 Reino Unido
- Guardia Costera de Su Majestad[53]

## Accidentes e incidentes
- El 21 de enero de 2010, un AW-139SAR de la Sociedad de Salvamento y Seguridad Marítima (matriculado EC-KYR), impactó contra el agua cerca de Almería. Fallecieron 3 tripulantes.[54]
- El 3 de julio de 2010, un aparato perteneciente a Sky Shuttle Helicopters, que realizaba un vuelo comercial entre Hong Kong y Macao, sufrió un accidente en el que todos los ocupantes lograron sobrevivir. En este accidente, el piloto informó que el rotor de cola se había quedado inoperativo, por lo que hizo entrar el helicóptero en autorrotación, para posteriormente realizar un impacto controlado contra el agua, nivelando el helicóptero.[55]
- El 23 de febrero de 2011, un AW139 de los Guardacostas de la República de Corea se estrelló cerca de Jeju-do. 5 personas fallecieron.[56][57]
- El 17 de agosto de 2011, un AW139 de la Oficina de Seguridad Pública de Pekín (matriculado G-110011), se estrelló al norte de Pekín. Fallecieron 4 tripulantes.[58]
- El 19 de agosto de 2011, un AW139 de Senior Taxi Aéreo (matriculado PR-SEK), se estrelló a 100 millas de Macaé, Brasil. Fallecieron 4 de los tripulantes.[59]
- El 24 de enero de 2017, un AW139 de Inaer con matrícula EC-KJT se estrelló en la zona de esquí de Campo Felice (Italia), donde había acudido para evacuar a un esquiador herido. Los 5 tripulantes y la víctima rescatada fallecieron en el acto.

## Especificaciones (AW139)

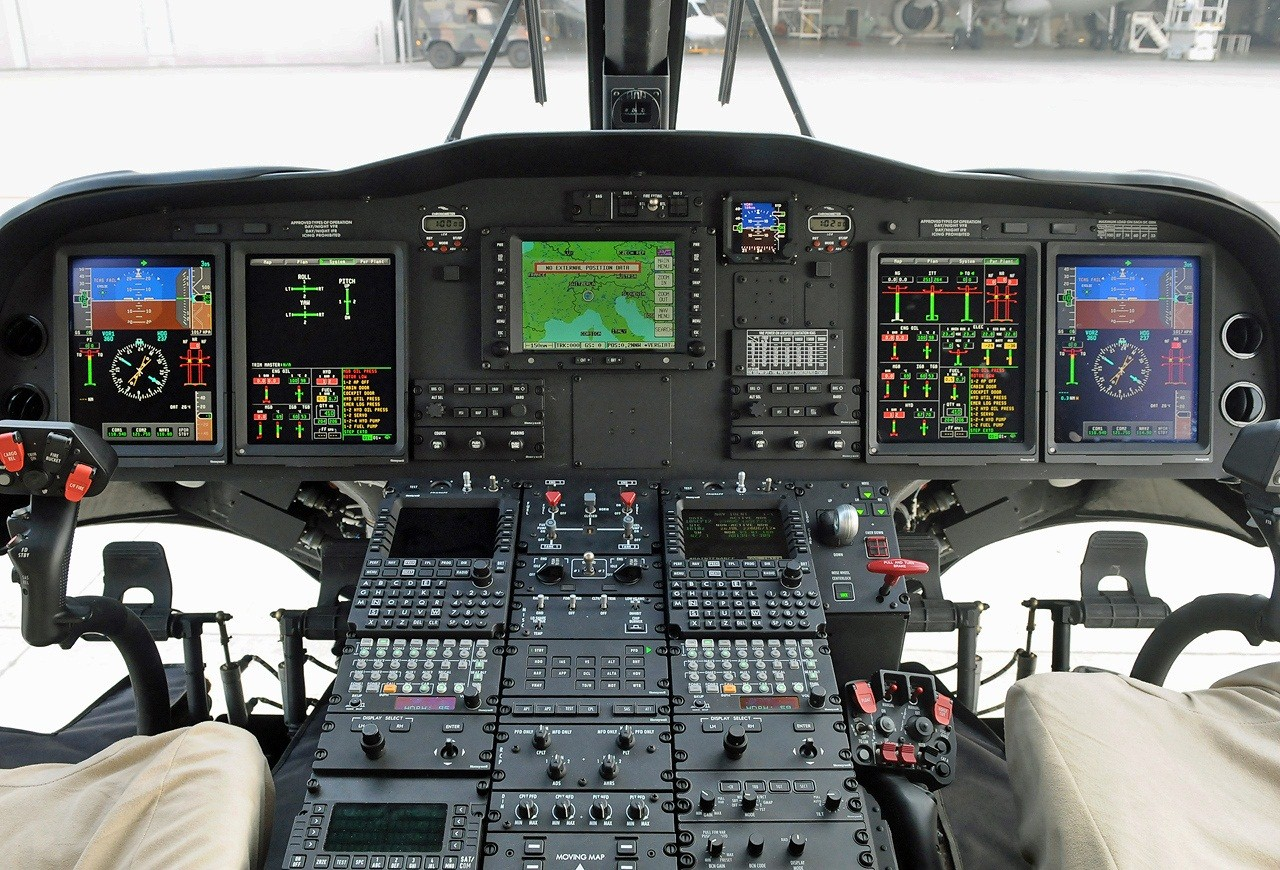
Cabina de mando del AW139.

### Características generales
- Tripulación: Uno (piloto, 2 para vuelo IFR)
- Capacidad: 15 personas, o carga equivalente
- Longitud: 13,8 m (45,2 ft)
- Diámetro rotor principal: 13,80 m[60]
- Altura: 3,7 m (12,2 ft)
- Área circular: 149,6 m² (1610 ft²)
- Peso vacío: 3622 kg (7982,9 lb)
- Peso cargado: 6400 kg (14 105,6 lb)
- Planta motriz: 2× turboeje Pratt & Whitney Canada PT6C-67C.
  - Potencia: 1142 kW (1574 HP; 1553 CV) cada uno.
- Capacidad de combustible: 1588 l

### Rendimiento
- Velocidad máxima operativa (Vno): 310 km/h (193 MPH; 167 kt)
- Alcance: 1061 km (573 nmi; 659 mi) (5 h 56 min)
- Techo de vuelo: 6098 m (20 007 ft)
- Régimen de ascenso: 10,9 m/s (2146 ft/min) 8.7

## Aeronaves relacionadas

### Desarrollos relacionados
- AgustaWestland AW149
- AgustaWestland AW189

### Aeronaves similares
- Bell 412
- Sikorsky S-76 Spirit
- PZL W-3
- Eurocopter EC 175

### Secuencias de designación
- Secuencia AW_ (interna de AgustaWestland): ← AW109 - AW109S - AW119 - AW139 - AW149 - AW159 - AW169 →
- Secuencia Alfanumérica de la Fuerza Aérea italiana: ← H-109 - H-129 - C-130 - H-139 - U-166 - C-180 - A-200 →
- Secuencia _H-_ (Helicópteros estadounidenses, 1962-presente): ← TH-73 - MH-90 - VH-92 - MH-139